# Verein für Leibesübungen Bochum 1848 2010-2011
Questa voce raccoglie le informazioni riguardanti lo  Verein für Leibesübungen Bochum 1848  nelle competizioni ufficiali della stagione calcistica 2010-2011.

## Stagione
Nella stagione 2010-2011 il Bochum, allenato da Friedhelm Funkel, concluse il campionato di 2. Bundesliga al 3º posto. In coppa di Germania il Bochum fu eliminato al primo turno dal Kickers Offenbach.

## Rosa
| N. |                     | Ruolo | Calciatore          |
| -- | ------------------- | ----- | ------------------- |
| 31 | Germania (bandiera) | P     | Michael Esser       |
| 1  | Germania (bandiera) | P     | Philipp Heerwagen   |
| 26 | Germania (bandiera) | P     | Andreas Luthe       |
| 37 | Germania (bandiera) | D     | Jonas Acquistapace  |
| 24 | Germania (bandiera) | D     | Philipp Bönig       |
| 28 | Svezia (bandiera)   | D     | Matias Concha       |
| 19 | Germania (bandiera) | D     | Patrick Fabian      |
| 2  | Germania (bandiera) | D     | Björn Kopplin       |
| 4  | Germania (bandiera) | D     | Marcel Maltritz     |
| 35 | Germania (bandiera) | D     | Matthias Ostrzolek  |
| 25 | Algeria (bandiera)  | D     | Anthar Yahia        |
| 29 | Germania (bandiera) | C     | Mimoun Azaouagh     |
| 5  | Germania (bandiera) | C     | Christoph Dabrowski |
| 18 | Italia (bandiera)   | C     | Giovanni Federico   |

| N. |                           | Ruolo | Calciatore        |
| -- | ------------------------- | ----- | ----------------- |
| 7  | Germania (bandiera)       | C     | Paul Freier       |
| 8  | Svezia (bandiera)         | C     | Andreas Johansson |
| 17 | Germania (bandiera)       | C     | Oğuzhan Kefkir    |
| 20 | Austria (bandiera)        | C     | Ümit Korkmaz      |
| 23 | Germania (bandiera)       | C     | Marc Rzatkowski   |
| 33 | Germania (bandiera)       | C     | Philip Semlits    |
| 14 | Germania (bandiera)       | C     | Faton Toski       |
| 16 | Germania (bandiera)       | C     | Kevin Vogt        |
| 22 | Germania (bandiera)       | A     | Mirkan Aydin      |
| 27 | Slovenia (bandiera)       | A     | Zlatko Dedič      |
| 9  | Corea del Nord (bandiera) | A     | Tae-se Jong       |
| 15 | Germania (bandiera)       | A     | Roman Prokoph     |
| 11 | Turchia (bandiera)        | A     | Mahir Sağlık      |

## Organigramma societario
Area tecnica
- Allenatore: Friedhelm Funkel
- Allenatore in seconda: Christoph John
- Preparatore dei portieri: Peter Greiber, Wolfgang Kellner
- Preparatori atletici: Stefan Bienioßek, Frank Zöllner

## Risultati

### 2. Bundesliga

#### Girone di andata
| Arbitro: | Zwayer |

|                            |           |                     |
| Federico 13’ Jong 38’, 46’ | Marcatori | 23’ Rakić 59’ Lauth |

| Arbitro: | Dingert |

|              |           |  |
| Schlitte 14’ | Marcatori |  |

| Arbitro: | Gagelmann |

|  |           |                       |
|  | Marcatori | 12’ Thurk 41’ de Jong |

| Arbitro: | Schößling |

|                                      |           |           |
| Lamidi 11’ Klinger 79’ Terranova 83’ | Marcatori | 45’ Yahia |

| Arbitro: | Stark |

|                                   |           |              |
| Freier 19’ Dabrowski 40’ Jong 62’ | Marcatori | 29’ Neuville |

| Arbitro: | Aytekin |

|  |           |          |
|  | Marcatori | 22’ Jong |

| Arbitro: | Weiner |

|  |           |                        |
|  | Marcatori | 58’ Kleine 90’ Sararer |

| Arbitro: | Grudzinski |

|  |           |                    |
|  | Marcatori | 24’ Jong 26’ Yahia |

| Arbitro: | Hartmann |

|            |           |          |
| Sağlık 14’ | Marcatori | 56’ Auer |

| Arbitro: | Schmidt |

|                         |           |                 |
| Petersen 56’ Adlung 67’ | Marcatori | 28’ (aut.) Jula |

| Arbitro: | Kampka |

|          |           |  |
| Dedič 2’ | Marcatori |  |

| Arbitro: | Winkmann |

|                  |           |  |
| Lasogga 32’, 69’ | Marcatori |  |

| Arbitro: | Schriever |

|          |           |                              |
| Jong 22’ | Marcatori | 2’ Gerber 9’, 56’, 66’ Leitl |

| Arbitro: | Ittrich |

|                                   |           |  |
| Jong 58’ Dedič 78’ Rzatkowski 80’ | Marcatori |  |

| Arbitro: | Hartmann |

|  |           |               |
|  | Marcatori | 18’ Dabrowski |

| Arbitro: | Aytekin |

|                     |           |            |
| Sağlık 68’ Jong 72’ | Marcatori | 18’ Hansen |

| Arbitro: | Gräfe |

|  |           |               |
|  | Marcatori | 54’ Dabrowski |

#### Girone di ritorno
| Arbitro: | Welz |

|           |           |                                          |
| Lauth 72’ | Marcatori | 45’ (rig.) Dedič 78’ Aydin 83’ Dabrowski |

| Arbitro: | Kircher |

|                       |           |  |
| Jong 89’ Federico 90’ | Marcatori |  |

| Arbitro: | Steinhaus |

|  |           |              |
|  | Marcatori | 84’ Federico |

| Arbitro: | Fritz |

|                          |           |          |
| Korkmaz 16’ Federico 87’ | Marcatori | 8’ König |

| Arbitro: | Christ |

|                       |           |                |
| Quaner 35’ Appiah 89’ | Marcatori | 14’, 73’ Aydin |

| Arbitro: | Aytekin |

|                                 |           |  |
| Maltritz 24’ (rig.) Korkmaz 58’ | Marcatori |  |

| Arbitro: | Welz |

|            |           |          |
| Kaplan 78’ | Marcatori | 2’ Aydin |

| Arbitro: | Metzen |

|          |           |                |
| Jong 84’ | Marcatori | 77’ Chrisantus |

| Arbitro: | Brych |

|            |           |                                              |
| Arslan 25’ | Marcatori | 15’ Azaouagh 54’ Korkmaz 84’ (rig.) Maltritz |

| Arbitro: | Sippel |

|              |           |  |
| Federico 70’ | Marcatori |  |

| Arbitro: | Ittrich |

|  |           |              |
|  | Marcatori | 18’ Azaouagh |

| Arbitro: | Perl |

|  |           |                          |
|  | Marcatori | 24’ Niemeyer 87’ Raffael |

| Arbitro: | Willenborg |

|                                |           |  |
| Hartmann 1’ Karl 31’ Leitl 60’ | Marcatori |  |

| Paderborn 21 aprile 2011, ore 18:00 CEST 31ª giornata | Paderborn | 0 – 0 referto | Bochum | Energieteam Arena (10 369 spett.)\| Arbitro: \| Welz \| |
| Arbitro:                                              | Welz      |               |        |                                                         |

| Arbitro: | Grudzinski |

|                           |           |  |
| Aydin 11’, 73’ Freier 55’ | Marcatori |  |

| Arbitro: | Schößling |

|           |           |                                      |
| Pauli 82’ | Marcatori | 22’ Federico 90’ Maltritz 90’ Sağlık |

| Arbitro: | Sippel |

|                            |           |              |
| Aydin 9’, 86’ Federico 82’ | Marcatori | 90’ Exslager |

#### Spareggio promozione
| Arbitro: | Perl |

|                |           |  |
| De Camargo 90’ | Marcatori |  |

| Arbitro: | Gagelmann |

|                      |           |          |
| Nordtveit 24’ (aut.) | Marcatori | 72’ Reus |

### Coppa di Germania
| Arbitro: | Hartmann |

|                                  |           |  |
| Feldhahn 33’ Haas 44’ Berger 83’ | Marcatori |  |

## Statistiche

### Statistiche di squadra
| Competizione         | Punti | In casa | In casa | In casa | In casa | In casa | In casa | In trasferta | In trasferta | In trasferta | In trasferta | In trasferta | In trasferta | Totale | Totale | Totale | Totale | Totale | Totale | DR  |
| Competizione         | Punti | G       | V       | N       | P       | Gf      | Gs      | G            | V            | N            | P            | Gf           | Gs           | G      | V      | N      | P      | Gf     | Gs     | DR  |
| -------------------- | ----- | ------- | ------- | ------- | ------- | ------- | ------- | ------------ | ------------ | ------------ | ------------ | ------------ | ------------ | ------ | ------ | ------ | ------ | ------ | ------ | --- |
| 2. Bundesliga        | 65    | 17      | 11      | 2       | 4       | 28      | 18      | 17           | 9            | 3            | 5            | 21           | 17           | 34     | 20     | 5      | 9      | 49     | 35     | +14 |
| Spareggio promozione | -     | 1       | 0       | 1       | 0       | 1       | 1       | 1            | 0            | 0            | 1            | 0            | 1            | 2      | 0      | 1      | 1      | 1      | 2      | -1  |
| Coppa di Germania    | -     | 0       | 0       | 0       | 0       | 0       | 0       | 1            | 0            | 0            | 1            | 0            | 3            | 1      | 0      | 0      | 1      | 0      | 3      | -3  |
| Totale               | -     | 18      | 11      | 3       | 4       | 29      | 19      | 19           | 9            | 3            | 7            | 21           | 21           | 37     | 20     | 6      | 11     | 50     | 40     | +10 |

### Andamento in campionato
| Giornata  | 1 | 2 | 3  | 4  | 5  | 6 | 7  | 8  | 9  | 10 | 11 | 12 | 13 | 14 | 15 | 16 | 17 | 18 | 19 | 20 | 21 | 22 | 23 | 24 | 25 | 26 | 27 | 28 | 29 | 30 | 31 | 32 | 33 | 34 |
| --------- | - | - | -- | -- | -- | - | -- | -- | -- | -- | -- | -- | -- | -- | -- | -- | -- | -- | -- | -- | -- | -- | -- | -- | -- | -- | -- | -- | -- | -- | -- | -- | -- | -- |
| Luogo     | C | T | C  | T  | C  | T | C  | T  | C  | T  | C  | T  | C  | C  | T  | C  | T  | T  | C  | T  | C  | T  | C  | T  | C  | T  | C  | T  | C  | T  | T  | C  | T  | C  |
| Risultato | V | P | P  | P  | V  | V | P  | V  | N  | P  | V  | P  | P  | V  | V  | V  | V  | V  | V  | V  | V  | N  | V  | N  | N  | V  | V  | V  | P  | P  | N  | V  | V  | V  |
| Posizione | 5 | 8 | 11 | 13 | 10 | 9 | 11 | 10 | 11 | 11 | 10 | 11 | 12 | 9  | 9  | 9  | 8  | 7  | 7  | 3  | 3  | 3  | 3  | 3  | 4  | 3  | 3  | 3  | 3  | 3  | 3  | 3  | 3  | 3  |

Legenda:

Luogo: C = Casa; T = Trasferta. Risultato: V = Vittoria; N = Pareggio; P = Sconfitta.

### Statistiche dei giocatori
| Giocatore       | 2. Bundesliga | 2. Bundesliga | 2. Bundesliga | 2. Bundesliga | Spareggio promozione | Spareggio promozione | Spareggio promozione | Spareggio promozione | Coppa di Germania | Coppa di Germania | Coppa di Germania | Coppa di Germania | Totale   | Totale | Totale      | Totale     |
| Giocatore       | Presenze      | Reti          | Ammonizioni   | Espulsioni    | Presenze             | Reti                 | Ammonizioni          | Espulsioni           | Presenze          | Reti              | Ammonizioni       | Espulsioni        | Presenze | Reti   | Ammonizioni | Espulsioni |
| --------------- | ------------- | ------------- | ------------- | ------------- | -------------------- | -------------------- | -------------------- | -------------------- | ----------------- | ----------------- | ----------------- | ----------------- | -------- | ------ | ----------- | ---------- |
| M. Esser        | -             | -             | -             | -             | -                    | -                    | -                    | -                    | -                 | -                 | -                 | -                 | -        | -      | -           | -          |
| P. Heerwagen    | 4             | 0             | 0             | 0             | -                    | -                    | -                    | -                    | 1                 | 0                 | 0                 | 0                 | 5        | 0      | 0           | 0          |
| A. Luthe        | 30            | 0             | 4             | 0             | 2                    | 0                    | 0                    | 0                    | -                 | -                 | -                 | -                 | 32       | 0      | 4           | 0          |
| J. Acquistapace | 1             | 0             | 0             | 0             | -                    | -                    | -                    | -                    | -                 | -                 | -                 | -                 | 1        | 0      | 0           | 0          |
| P. Bönig        | 6             | 0             | 0             | 0             | -                    | -                    | -                    | -                    | 1                 | 0                 | 0                 | 0                 | 7        | 0      | 0           | 0          |
| M. Concha       | 10            | 0             | 0             | 0             | -                    | -                    | -                    | -                    | -                 | -                 | -                 | -                 | 10       | 0      | 0           | 0          |
| P. Fabian       | 6             | 0             | 0             | 0             | -                    | -                    | -                    | -                    | -                 | -                 | -                 | -                 | 6        | 0      | 0           | 0          |
| B. Kopplin      | 34            | 0             | 4             | 0             | 1                    | 0                    | 1                    | 0                    | -                 | -                 | -                 | -                 | 35       | 0      | 5           | 0          |
| M. Maltritz     | 32            | 3             | 4             | 0             | 2                    | 0                    | 0                    | 0                    | 1                 | 0                 | 0                 | 0                 | 35       | 3      | 4           | 0          |
| M. Ostrzolek    | 17            | 0             | 3             | 2             | 2                    | 0                    | 2                    | 0                    | -                 | -                 | -                 | -                 | 19       | 0      | 5           | 2          |
| A. Yahia        | 28            | 2             | 3             | 1             | 2                    | 0                    | 0                    | 0                    | -                 | -                 | -                 | -                 | 30       | 2      | 3           | 1          |
| M. Azaouagh     | 13            | 2             | 2             | 0             | 2                    | 0                    | 0                    | 0                    | -                 | -                 | -                 | -                 | 15       | 2      | 2           | 0          |
| C. Dabrowski    | 29            | 4             | 10            | 1             | 2                    | 0                    | 1                    | 0                    | 1                 | 0                 | 1                 | 0                 | 32       | 4      | 12          | 1          |
| G. Federico     | 29            | 7             | 4             | 0             | 2                    | 0                    | 0                    | 0                    | 1                 | 0                 | 1                 | 0                 | 32       | 7      | 5           | 0          |
| P. Freier       | 18            | 2             | 2             | 1             | 2                    | 0                    | 0                    | 0                    | 1                 | 0                 | 0                 | 0                 | 21       | 2      | 2           | 1          |
| A. Johansson    | 26            | 0             | 2             | 0             | 2                    | 0                    | 0                    | 0                    | -                 | -                 | -                 | -                 | 28       | 0      | 2           | 0          |
| O. Kefkir       | 1             | 0             | 0             | 0             | -                    | -                    | -                    | -                    | -                 | -                 | -                 | -                 | 1        | 0      | 0           | 0          |
| Ü. Korkmaz      | 12            | 3             | 0             | 0             | 1                    | 0                    | 0                    | 0                    | -                 | -                 | -                 | -                 | 13       | 3      | 0           | 0          |
| M. Rzatkowski   | 4             | 1             | 2             | 0             | -                    | -                    | -                    | -                    | -                 | -                 | -                 | -                 | 4        | 1      | 2           | 0          |
| P. Semlits      | -             | -             | -             | -             | -                    | -                    | -                    | -                    | -                 | -                 | -                 | -                 | -        | -      | -           | -          |
| F. Toski        | 17            | 0             | 2             | 0             | 2                    | 0                    | 1                    | 0                    | 1                 | 0                 | 1                 | 0                 | 20       | 0      | 4           | 0          |
| K. Vogt         | 21            | 0             | 4             | 0             | -                    | -                    | -                    | -                    | -                 | -                 | -                 | -                 | 21       | 0      | 4           | 0          |
| M. Aydin        | 15            | 8             | 2             | 0             | 2                    | 0                    | 1                    | 0                    | -                 | -                 | -                 | -                 | 17       | 8      | 3           | 0          |
| Z. Dedič        | 21            | 3             | 0             | 0             | 1                    | 0                    | 0                    | 0                    | -                 | -                 | -                 | -                 | 22       | 3      | 0           | 0          |
| T. Jong         | 25            | 10            | 6             | 0             | 1                    | 0                    | 0                    | 0                    | 1                 | 0                 | 0                 | 0                 | 27       | 10     | 6           | 0          |
| R. Prokoph      | 10            | 0             | 1             | 0             | -                    | -                    | -                    | -                    | 1                 | 0                 | 0                 | 0                 | 11       | 0      | 1           | 0          |
| M. Sağlık       | 26            | 3             | 5             | 0             | 1                    | 0                    | 0                    | 0                    | 1                 | 0                 | 1                 | 0                 | 28       | 3      | 6           | 0          |
| D. Grote        | 7             | 0             | 2             | 0             | -                    | -                    | -                    | -                    | 1                 | 0                 | 1                 | 0                 | 8        | 0      | 3           | 0          |
| M. Marić        | 8             | 0             | 0             | 0             | -                    | -                    | -                    | -                    | 1                 | 0                 | 0                 | 0                 | 9        | 0      | 0           | 0          |
| M. Mavraj       | 13            | 0             | 2             | 0             | -                    | -                    | -                    | -                    | 1                 | 0                 | 1                 | 0                 | 14       | 0      | 3           | 0          |
| M. Pfertzel     | 3             | 0             | 0             | 0             | -                    | -                    | -                    | -                    | 1                 | 0                 | 0                 | 0                 | 4        | 0      | 0           | 0          |